# Янь Хуейцін
Янь Хуейцін (спрощ.: 颜惠庆; кит. трад.: 顏惠慶; піньїнь: Yán Huìqìng; 2 квітня 1877 — 24 травня 1950) — китайський письменник, дипломат і політик, виконував обов'язки президента Китайської Республіки в травні-червні 1926 року.

## Життєпис
Народився в Шанхаї в родині англіканського пастора. Навчався в місцевому коледжі, де вивчив англійську. 1895 року виїхав на навчання до США, а 1897 вступив до Університету Вірджинії.
Після завершення навчання 1900 року повернувся на батьківщину та почав викладати англійську в рідному коледжі. Від 1905 року працював у Шанхаї в англомовній газеті й видавництві «The Commercial Press». У той період він брав участь в укладенні Великого китайсько-англійського словника. У вересні 1906 року Янь Хуейцін склав державні іспити, ставши другим у загально китайському списку й отримавши звання цзіньші.
1907 року, отримавши дипломатичний ранг, виїхав до США разом із У Тінфаном. Перебуваючи там, вивчав міжнародні відносини й міжнародне право в університеті Джорджа Вашингтона. 1910 року повернувся до Китаю, де отримав посаду в Міністерстві зовнішніх відносин. Коли до влади в країні прийшов Юань Шикай, Янь Хуейцін зумів домогтись підтримки його уряду з боку інших держав.
Після створення Китайської республіки Янь Хуейцін отримав пост заступника міністра закордонних справ у кабінеті Тан Шаої. 1913 року став послом у Німеччині, Данії та Швеції, а 1919 року в складі китайської делегації брав участь у Паризькій мирній конференції, 1920 року повернувся до Китаю.
У серпні 1920 року Янь Хуейцін очолив міністерство закордонних справ за президента Сюй Шічана. 18 грудня 1921 року був призначений в. о. прем'єр-міністра, а від 12 червня 1922 року офіційно очолив уряд.
Від 1922 до 1926 року Янь Хуейцін неодноразово обіймав у Бейянському уряді посади міністра торгівлі, закордонних і внутрішніх справ. 1926 року після усунення від влади Дуань Ціжуя Янь Хуейцін упродовж нетривалого терміну виконував обов'язки президента Китайської республіки. Після того він залишив Пекін та переїхав до Тяньцзіня, де оселився на території британської концесії.
Після Мукденського інциденту 1931 року міністр закордонних справ Нанкінського уряду Ван Чжентін запросив Янь Хуейціна для допомоги в отриманні міжнародної підтримки. 1932 року Янь Хуейцін очолив китайську делегацію в Лізі Націй, де звинуватив Японію в агресії та звернувся по міжнародну допомогу. Того ж року він провів у Женеві таємні перемовини з СРСР щодо відновлення дипломатичних відносин, що завершились успішно. Від січня 1933 року Янь Хуейцін став послом Китайської Республіки в Радянському Союзі.
1936 року Янь Хуейцін повернувся до Китаю, а 1937 року після початку війни з Японією очолив Китайське товариство Червоного Хреста. 1939 року двічі виїздив у відрядження до США, намагаючись отримати допомогу від президента Рузвельта. У грудні 1940 року через Сан-Франциско виїхав до Гонконгу.
Після початку війни в Тихому океані та захоплення японцями Гонконгу, вони спробували схилити Янь Хуейціна до роботи в колабораціоністських урядах, але той відмовився, а згодом переїхав з Гонконгу до Шанхая.
У лютому 1949 року Янь Хуейцін разом із Лі Цзунженем намагався організувати перемовини з КПК, а після їх провалу повернувся до Шанхая. Коли війська Народно-визвольної армії Китаю підступили до Шанхая, Янь Хуейцін порвав із Гоміньданом і перейшов на бік комуністів. Після утворення КНР був членом КНПУР.
Помер 1950 року в Шанхаї через серцевий напад. Після його смерті телеграми співчуття надіслали Мао Цзедун і Чжоу Еньлай.